# Liriomyza bullati
Liriomyza bullati är en tvåvingeart som beskrevs av Spencer 1963. Liriomyza bullati ingår i släktet Liriomyza och familjen minerarflugor. Inga underarter finns listade i Catalogue of Life.